# Akira Iida

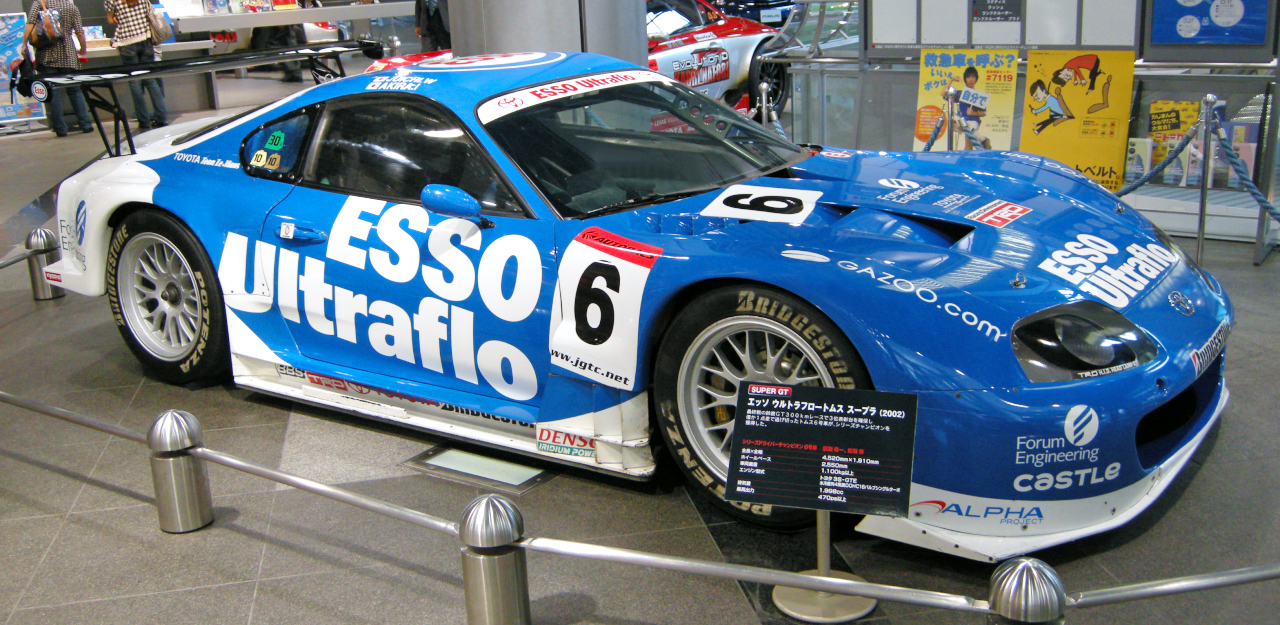
La Toyota Supra victorieuse de Super GT en 2002

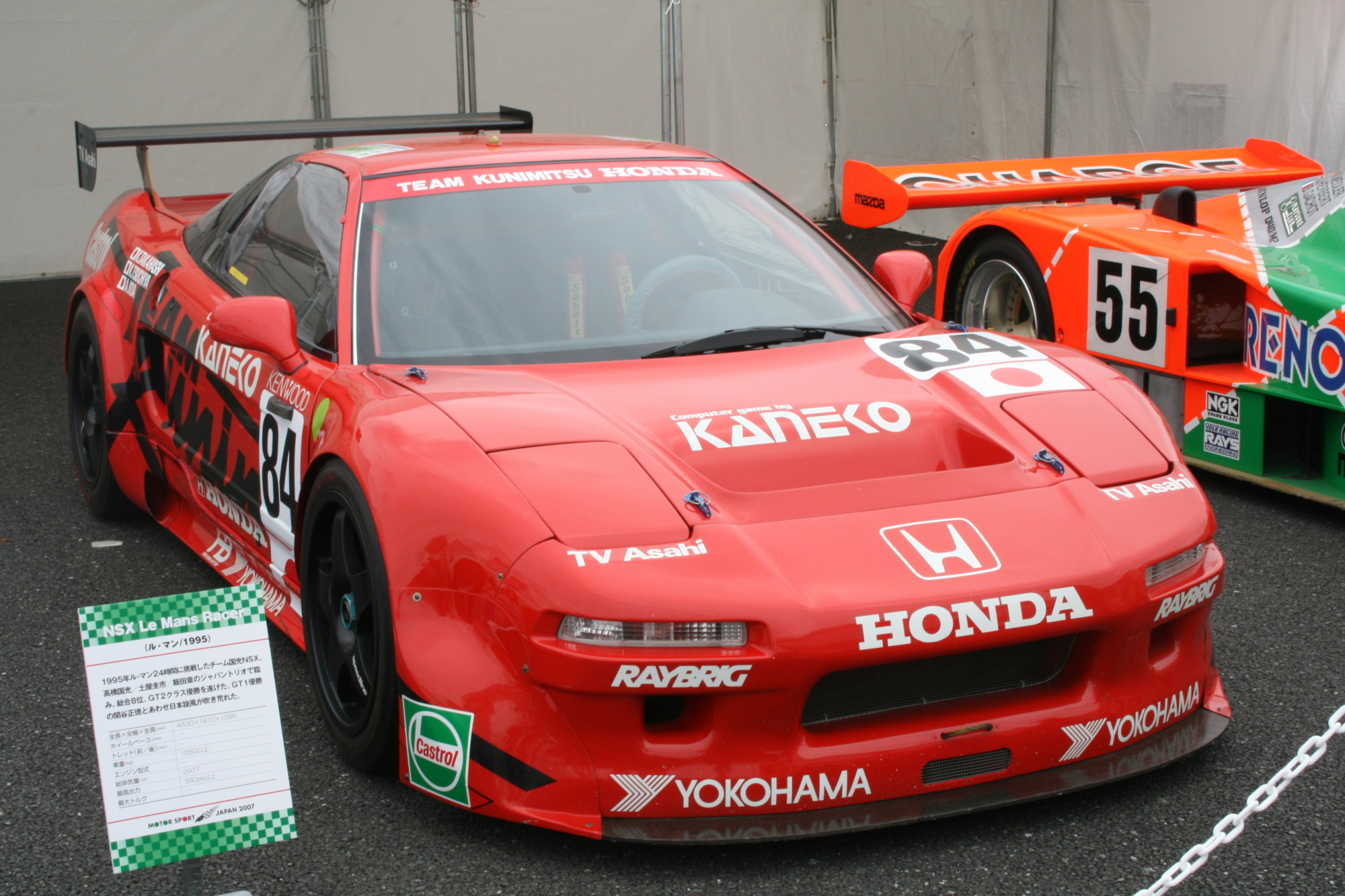
La Honda NSX victorieuse des 24 Heures du Mans en 1995 dans la catégorie GT2

Pas d'image ? Cliquez ici
Akira Iida (飯田 章, Iida Akira), né le 18 décembre 1969 à Sagamihara, est un pilote automobile japonais engagé dans différents championnats de Grand Tourisme.

## Palmarès
- Vainqueur de la catégorie GT2 des 24 Heures du Mans 1995[1]
- Champion de Super GT en 2002
- Vainqueur des 1 000 kilomètres de Suzuka en 2002
- Champion dans la catégorie GT1 du Japan Le Mans Challenge en 2007
- Champion dans la catégorie GTE des Asian Le Mans Series en 2013

## Résultats aux 24 Heures du Mans
| Année | Voiture                | Équipe                               | Équipiers                              | Résultat                            |
| ----- | ---------------------- | ------------------------------------ | -------------------------------------- | ----------------------------------- |
| 1994  | Honda NSX              | Kremer Honda Racing / Team Kunimitsu | Kunimitsu Takahashi / Keiichi Tsuchiya | 18e                                 |
| 1995  | Honda NSX              | Team Kunimitsu Honda                 | Kunimitsu Takahashi / Keiichi Tsuchiya | 8e et Vainqueur de la catégorie GT2 |
| 1996  | Honda NSX              | Team Kunimitsu Honda                 | Kunimitsu Takahashi / Keiichi Tsuchiya | 16e                                 |
| 2000  | Panoz LMP-1 Roadster-S | TV Asahi Team Dragon                 | Keiichi Tsuchiya / Masahiko Kondo      | 8e                                  |
| 2003  | Porsche 911 GT3-RS     | Team Taisan Advan                    | Atsushi Yogō (de)/ Kazuyoshi Nishizawa | 19e                                 |